# ロンドン警視庁
ロンドン警視庁（ロンドンけいしちょう、英語: Metropolitan Police Service, MPS）は、イギリスの警察組織の一つ。首都ロンドン一円（中心部のシティを除くグレーター・ロンドン全域）を管轄する首都警察であると同時に、国家全体の警備公安警察や王族・政府要人警護といった特別な任務も担っている。初代本部庁舎の一般入口がウェストミンスター区のグレート・スコットランドヤードという通りに面していたことから、スコットランドヤードの通称で知られる。1890年に初めて移転して以来、2代目以降の庁舎は「ニュー・スコットランドヤード」と呼ばれる。

## 概説
2017年6月末現在、32,493人の正規警察官、9,816人の事務職員を含む、計43,571人の常勤職員を擁している。なお、この数字には1,262人の特別巡査（正規警察官と同等の権限を有するが、パートタイム勤務である警察官）は含まれない。これらの人員規模から、ロンドン警視庁はイギリス国内で最大規模の警察組織であり、世界最大の警察組織の一つでもある。

## 来歴
イギリスでは、古来より地域の秩序・平和を維持する責任は地域住民各々が負うべきであるという自治の意識が強く、組織的な警察機構には反発が強かった。しかし18世紀以降の工業化に伴う都市化に伴い、従来のコミュニティに依拠した警察機構では、複雑化する犯罪への対処が難しくなっており、大都市ロンドンではその傾向が特に顕著であった。このことから、ロンドンのボウ・ストリート（英語: Bow Street）に置かれた治安判事法廷の判事ヘンリー・フィールディングは、従来の無給・素人コンスタブルのかわりに、適切な給与・教育を施したプロフェッショナルとしてのコンスタブルの必要を認め、1749年、教区内のコンスタブルから6名を選任してボウ・ストリート巡察隊（英語: Bow Street Runners）を組織した。この隊は極めて能率的に活動し、地区の犯罪を大幅に減少させたことから、全国的に有名になり、現在では英国の近代警察の萌芽と評されている。政府もその有効性を認め、1797年には大尉を指揮官とする68名のボウストリート徒歩警邏隊、1798年にはテムズ川警邏のための水上警察（River Thames Marine Police Force）を設置した。水上警察の設置に貢献したコルコーン治安判事は、更に進めて、単一の首都警察隊の設置を提唱したが、同時期のナポレオン・ボナパルトのフランス第一帝政における秘密警察体制が連想されたためもあって反発が強く、実現しなかった。
しかし19世紀に入ると、英仏戦争終了に伴う戦後の停滞や労働紛争の激化を受けて、急進派戦争 (Radical War) に代表されるような騒擾・騒乱事件が多発するようになった。大部分のコンスタブルには暴動鎮圧を行うだけの能力はなく、治安判事は、暴動を放置するか、あるいは（ピータールーの虐殺に見られるような）軍の治安出動による多数の犠牲者を容認するかという深刻な二者択一を迫られることになり、新たな治安対策が急務となった。この情勢を受けて、1822年に内務大臣に就任したロバート・ピールは首都警察の創設を提唱し、一度は挫折したものの、説得工作を進めるとともに法案自体も漸進的に改訂し、1829年7月、ついに首都警察法が成立した。これによって設置されたのがロンドン警視庁である。

### 名称
ロンドン警視庁には、the Met、Met Pol、MP、the MPSなど、非公式の呼び名や略称が数多くある。ロンドンのコックニー方言では、俗に "Old Bill" と呼ばれた。成文化された法律の記述においては、"service" の代わりに、"metropolitan police force" や "metropolitan police" の表記が用いられる例がある。また、初代の本部庁舎が所在していたホワイトホールのグレート・スコットランドヤードの地名に因む、スコットランドヤードという換喩は、ロンドン市民にとどまらず、世界中に広く知られ親しまれている通称である。特に日本においてはロンドン警視庁と訳されることが専らである。これは、MPS側が公式に使用している名称であるが、日本の警視庁に倣って訳された名称であるとする説もある。

## 組織

### 上部組織
イギリスの地方警察では関係地方自治体ごとに設けられた警察管理者 (Police authority) が警察の維持管理にあたるのが通例であるが、警視庁では、内務大臣が直接に警察管理者となり、12名の委員で構成される警視庁委員会がこれを支援していた。その後、1999年ロンドン広域自治体法を受けたロンドン広域自治体の創設に伴い、その一部として首都警察管理委員会 (Metropolitan Police Authority) が設けられた。そして2011年の警察改革及び社会責任法の制定によって警察管理者が原則廃止されたのを受けて、2012年には、新設された市長公安室 (Mayor's Office for Policing and Crime) がその業務を引き継いだ。
ロンドン警視庁は、首都であり国際都市であるロンドンを担当する地方警察であるとともに、国の公安に係る事案や王室の関係者・施設の警備、外国政府関係者・関係施設の警備など特殊な業務を負っている。その特殊性から、首長である警視総監 (Commissioner of Police of the Metropolis) は閣僚に次ぐ栄誉を担うほか、警視総監、副総監および総監補は、内務大臣の奏請によって国王が任命することとなっている。

### 内部部局
内部部局として、警察管理にあたる警務部（headquarters）のほか、総監補のもとに、それぞれの特命事項を扱う部署が配されている。

#### 専門刑事・業務部
専門刑事・業務部 (Specialist Crime & Operations) は内部部局として最大の部門であり、殺人や強姦、人身売買、詐欺などの凶悪犯罪を取り扱う。2012年の専門刑事部 (Specialist Crime Directorate) と中央活動部 (Central Operations) の統合により発足した。
上級職については、下記の通りにそれぞれの所掌事項が定められている。
- 刑事管理官（Crime Operations; 副総監補）
  - 特殊捜査担当官（Specialist Investigations; 警視監）
  - 特殊事件捜査担当官（Specialist Crime Investigation; 警視監）
  - 組織犯罪担当官（Gangs & Organised Crime; 警視監）
- 警備管理官（Intelligence, Tasking & Operations; 副総監補）
  - 首都活動担当官（Metropolitan Operations; 警視監）
  - 情報・密行捜査担当官（Intelligence & Covert Policing; 警視監）
  - 機動隊・武装警察担当官（Taskforce & Armed Policing; 警視監）

これらの指揮のもと、捜査員は下記のような活動指揮部署（OCU）に編成されて活動する。これらのOCUは、適宜に編成と解体を繰り返しており、また部署番号にも重複や移行が見られ、複雑である。2016年3月現在で活動しているOCUは下記の通りである。
- SCO1 - 殺人・重大犯罪対策指令部 (Homicide and Serious Crime Command)
- SCO4 - 科学捜査サービス (Forensic Services)
- SCO7 - 重大・組織犯罪対策指令部 (Serious and Organised Crime Command)
- SCO8 - トライデント広域犯罪対策部 (Trident and Area Crime)
- SCO12 - 総監補秘書室（AC Private Office & Business Support）
- SCO17 - 性犯罪・性的搾取・児童虐待部（Sexual Offences, Exploitation and Child Abuse）
- SCO19 - 銃器専門指令部 (Specialist Firearms Command)
- SCO20 - 機動隊 (Territorial Support Group)
- SCO22 - 公秩序・資材部 (Public Order and Resources)
- SCO35 - 機密情報部（Covert Intelligence）
- SCO36 - 警視庁情報部（Met Intelligence）
- SCO37 - 警視庁通信指令部（Met Communications Command）
- SCO39 - 密行管理・公安監察部（Covert Governance and Intelligence Compliance）

#### 専門業務部
専門業務部 (Specialist Operations) は、高度の専門知識が必要で、また、地域との関連性が低い犯罪を取り扱う。銃器部門や組織犯罪対策部門、知能犯対策部門などは、当初はこちらの所属であったが、後に専門刑事部ないし専門刑事・業務部に移管された。また2010年代にも大規模な再編成が行われた。
- 上級国家統括官（Senior National Coordinator; 副総監補）
- 保安・警護管理官（Security & Protection; 副総監補）
  - テロ対策指令部（Counter Terrorism Command, SO15）
  - 警護指令部（Protection Command; 警視監）
    - 議会・外交的保護部（Parliamentary and Diplomatic Protection, PaDP）
    - 王室・要人警護部（Royalty and Specialist Protection, RaSP）

  - 保安指令部（Security Command; 警視監）
    - SO18 - 空港警察部（Aviation Policing）[22]
    - SO20 - テロ対策保安警護部（Counter Terrorism Protective Security Command）

このうち、RaSPは2015年に王室警護指令部（Royalty Protection Command, SO14）と警護専門指令部（Specialist Protection Command, SO1）が統合されて設置された部署である。SO14は以前は王室警護群（Royalty Protection Group）と称されており、王室警護群には英陸軍特殊部隊（SAS）で訓練を受けた185人の警護官が所属し、グロック17のほか、無線機、救急用具を装備していた。

### 地方組織
地域部（Territorial Policing）は外勤・交通警察部門である。
- 北部方面管区
- 南部方面管区
- 東部方面管区
- 西部方面管区
- 刑事司法・交通警察隊（Criminal Justice & Roads Policing）
- 地域活動隊（Community Engagement）

ロンドン警視庁の管轄する区域は首都警察管区（Metropolitan Police District, MPD）として知られている。当初は、グレーター・ロンドンを中心に、エセックス、ハートフォードシャー、サリーの一部を加えた地域が、8個の方面管轄区域（geographical command area）に区分されていた。その後、方面管轄区域は1994-5年度より5個に再編された。また2000年には、上記のロンドン広域自治体創設を受けた警察再編の一環として、管轄区域はグレーター・ロンドンと合うように縮小された。
一般警察活動の基本単位として、自治区ごとに自治区活動指揮部署（BOCU）が設置されている。またこの他、2015年には、路線バスやタクシーなどの公共交通機関を担当する道路・輸送機関警察指令部（RTPC）が設置された。
なお、ロンドン中枢部のシティは、歴史的な独立性や特殊性を考慮して、専任の市警察が設置されていることから、警視庁の管轄からは外されている。また国防省施設（国防省警察）や鉄道施設（鉄道警察）についても、それぞれ専任の特別警察が設置されている。グレーター・ロンドン内の王立公園の警察業務を管轄していた王立公園警察は、2004年4月1日にロンドン警視庁に吸収合併された。キュー王立植物園の警備にあたるキュー警察など、数少ないながらも条例により公園警察を残しているバラ（特別区）も幾つか存在するが、それらの公園警察は警察法により定められた警察官を有しないため、公園内で万一の凶悪犯罪や重大な事件が発生した場合は、ロンドン警視庁がそれらの事件に対処する。

#### 警察署
ニュー・スコットランドヤード本部に加えて、ロンドン市内には140の警察署が置かれている。これらの警察署は、24時間警察官が常駐する大規模警察署から、一般的な勤務時間の間あるいは一週間のうち決まった曜日のみ応対する小規模警察署まで様々である。

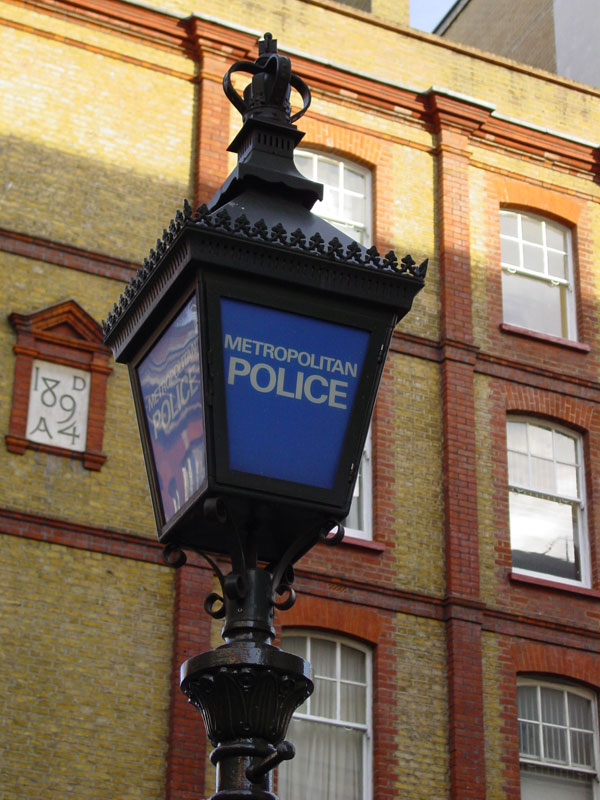
多くの警察署の前には伝統的な青い街灯が設置されている。この写真はボウ・ストリート警察署のもの。

ほとんどの警察署は入口前に設置された一つまたは複数の青い街灯によって簡単に見分けることができる。この街灯は1861年に導入された。
1881年にボウ・ストリートに設置された最も歴史のある警察署は1992年に閉署し、2006年7月14日に最後の訴訟を処理したボウ・ストリート治安判事裁判所の隣接地に移転した。現在まで運用を続けている最古の警察署はワッピングにあり、1908年に開署した。テムズ川の警備を司るロンドン警視庁海上保安部（旧・テムズ局）の本部もここに置かれている。また、霊安室やテムズ川警察博物館も併設している。
パディントン・グリーン警察署は地下にテロ容疑者の収容施設をもつことで世間から多くの注目を集める警察署である。

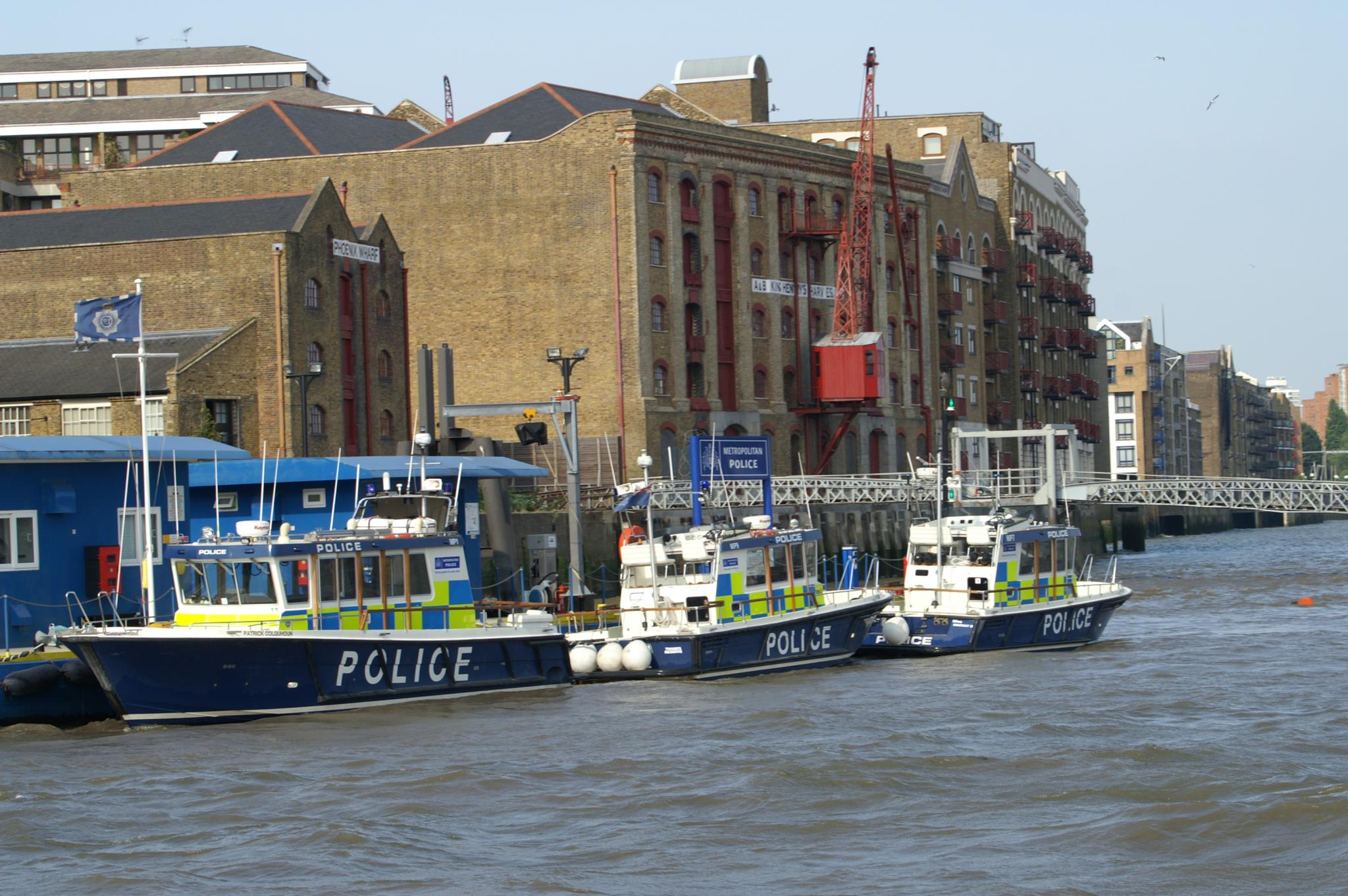
ワッピングに本部を置くロンドン警視庁海上保安部

ロンドン警視庁の警察署は様々な役割を担っており、そこには多くの警察職員の階級が存在する。
- 制服警察官および特別巡査は緊急通報を受理する責任を持つ。
- 近隣防犯チーム（SNTs）を構成する制服警察官および特別巡査は特定の地域を保安する。
- 地域住民警察支援担当官は地域全般に駐在する責務を負い、保安義務を補佐する。
- ロンドン警視庁に雇用される交通監視員は人々に駐車規制を遵守させることを職務とする。
- 非警察職員の警察署の受付職員または地域住民警察支援担当官は総合管理部門に従って警察署の受付に入ってくる人々に接する責務を負う。
- 非警察職員の指紋および身分証明に関わる職員は犯罪の身分証明アーカイブのメンテナンスを責務とする。
- 警察官候補生は警察官と地域住民警察支援担当官、また他の警察職員を補佐する。
- 犯罪捜査局の刑事は犯罪捜査に関係する。

ほとんどの警察署には逮捕者を一時的に勾留するための独房がある。
2004年には公共政策研究所から、警察権力とより広いコミュニティの間の関係を改善する助けとなる、より想像力に富んだ警察署の構想が提示された。

## 人員・装備

### 所属警察官
（2011年10月末現在）
- 常勤警察官：31,478人[33]
- 地域住民警察支援担当官（PCSO; 補助警察官）：3,832人[33]
- 特別巡査（MSC）：5,479人[33]
- 騎馬隊：騎手140人超および騎馬120頭[34]
- その他警察職員：13,351人[33]

### 警察官人員数の変遷
- 2010年 - 33,260人（非常勤労働の3,125人の特別巡査を除く)[35]
- 2009年 - 32,543人（非常勤労働の2,622人の特別巡査を除く）[36]
- 2004年 - 約31,000人[37]
- 2003年 - 約28,000人[37]
- 2001年 - 約25,000人[注釈 2][38]
- 1996年 - 27,834人[注釈 3][39]
- 1984年 - 約27,000人[40]
- 1965年 - 18,016人[41]
- 1952年 - 16,400人[注釈 4][42]
- 1912年 - 20,529人[注釈 5][43]

### 所有装備
ロンドン警視庁は8,000以上の車両・船舶等を管理・維持しており、幅広い任務で使用している
- 地域車両：パトロールや追跡
- 事故反応車両 (IRV)：パトロールや緊急時反応
- 交通部隊：幹線道のパトロール、交通違反の摘発、道路安全の促進
- 保護輸送車両：公共秩序維持
- 抑制部隊：事故処理、制圧目的
- 多目的装甲車両：公共秩序維持、空港任務
- 一般用車両：一般的な支援、警官または装備の輸送
- 教習用車両：警察車両運転者養成用
- その他車両：馬匹運搬車、トレーラー等

ロンドン警視庁の最前線で用いられている車両の一覧はこちら。
大多数の車両は3年から5年の運用寿命で、毎年およそ800台から1,000台の間で置き換え、更新が進んでいる。
また、航空支援隊は3台のヘリコプターユーロコプター EC 145を所有しており、India 97、India 98、India 99、のコールサインを使用している。これらのヘリコプターはロンドン警視庁向けの塗装が施され、幅広い任務に使用されている。各々の運用経費は520万ポンドで、運用寿命は10年とされており、2017年に更新される予定である。
ロンドン警視庁海上保安部はロンドン東部ドックランズのワッピング地区を拠点に、計22隻の船舶を運用している。

### 階級
| 常勤警察官の階級 | 常勤警察官の階級                                    | 常勤警察官の階級                                         | 常勤警察官の階級                                            | 常勤警察官の階級                         | 常勤警察官の階級   | 常勤警察官の階級              | 常勤警察官の階級      | 常勤警察官の階級       | 常勤警察官の階級   | 常勤警察官の階級    | 常勤警察官の階級 |
| ---------------- | --------------------------------------------------- | -------------------------------------------------------- | ----------------------------------------------------------- | ---------------------------------------- | ------------------ | ----------------------------- | --------------------- | ---------------------- | ------------------ | ------------------- | ---------------- |
| 階級             | Commissioner of Police of the Metropolis (警視総監) | Deputy Commissioner of Police of the Metropolis (副総監) | Assistant Commissioner of Police of the Metropolis (総監補) | Deputy assistant commissioner (副総監補) | Commander (警視長) | Chief superintendent (警視正) | Superintendent (警視) | Chief inspector (警部) | Inspector (警部補) | Sergeant (巡査部長) | Constable (巡査) |
| 階級章（肩章）   |                                                     |                                                          |                                                             |                                          |                    |                               |                       |                        |                    |                     |                  |

| 特別巡査(非常勤)の階級 | 特別巡査(非常勤)の階級 | 特別巡査(非常勤)の階級         | 特別巡査(非常勤)の階級             | 特別巡査(非常勤)の階級         | 特別巡査(非常勤)の階級          | 特別巡査(非常勤)の階級       |
| ---------------------- | ---------------------- | ------------------------------ | ---------------------------------- | ------------------------------ | ------------------------------- | ---------------------------- |
| 階級                   | Chief Officer (局長)   | Assistant Chief Officer (次長) | Special Chief Inspector (特別警部) | Special Inspector (特別警部補) | Special Sergeant (特別巡査部長) | Special Constable (特別巡査) |
| 階級章（肩章）         |                        |                                |                                    |                                |                                 |                              |

## 管内で発生した重大事件
ロンドン警視庁が捜査を担当、または関わることになった事件・事故のうち、著名かつ重大なものを以下に示す。
- 1888年 - 1891年：ホワイトチャペル殺人事件：切り裂きジャックがホワイトチャペル地区で少なくとも5人の売春婦を殺害したと疑われたものの、一連の猟奇殺人の被疑者が告発されることはなく、その正体も未だ特定されていない未解決事件。
- 1911年：シドニー・ストリートの立てこもり事件（英語版）：1911年1月2日、宝石強盗を試みたラトビア人暴力団の一味が、強盗に失敗した後に一組の人質を取り、立てこもった事件。後れて現場に到着した内務大臣ウィンストン・チャーチル（当時）は、ロンドン塔から警察を支援するために、スコッツガーズの分遣隊に権限を与えた。[46]
- 1966年：ブレイブルック・ストリートの大虐殺（英語版）：不審車両に乗っていた3人に尋問した3人の警察官が、そのうちの1人ハリー・ロバーツ（英語版）に殺害された。
- 1969年 - 1997年：IRA暫定派による爆撃（英語版）：20世紀最後の四半世紀を通して、IRA暫定派により幾多の爆撃が実行された。それらの爆撃は首都警察管区やロンドン中心部にも仕掛けられた。[47]
- 1975年：スパゲッティ・ハウス立てこもり事件：1975年9月28日、3人組の黒人青年からなる武装強盗団がロンドンに展開するイタリア料理のレストランチェーンであるスパゲッティ・ハウスに押し入るが失敗し、人質立てこもり事件を起こす。後に犯人たちは黒人解放運動のメンバーと名乗り、政治目的の犯罪だと主張する。犯罪心理学に基づくアプローチが用いられて人質は無事全員解放され、その後の人質立てこもり事件のメソッドを確立した[48]。
- 1975年：バルカム・ストリート立てこもり事件（英語版）：1975年12月6日から12日にかけて、IRA暫定派のメンバーが警察からの逃亡中に一組の人質を取り、立てこもった[49]。一連の出来事はテレビ放映された。
- 1975年：ムーアゲート地下鉄事故（英語版）：ロンドン地下鉄ムーアゲート駅でオーバーランした列車がトンネル出口の車止めに衝突し、43人が死亡。平時におけるロンドン地下鉄史上最大の死者を出した。[50]
- 1976年：ノッティング・ヒル・カーニバル暴動：1976年8月30日、ロンドン警視庁の警察官がノッティング・ヒル・カーニバル（英語版）の会場でスリの容疑者を逮捕しようとした後、暴動が起こり、100人を超える警官が病院に搬送された[51]。
- 1978年 - 1983年：マスウェル・ヒル殺人事件：連続殺人犯デニス・ニルセン（英語版）は、5年ほどの間に少なくとも15人の男性と少年を殺害した。彼は性行為のために死体を保存した後、それらを燃やしたり下水に流したりして死体を遺棄することで知られていた。ロンドン警視庁の警察官が彼を逮捕した際、マスウェル・ヒルにある彼の自宅から死体の一部が発見された。[52]
- 1979年：ブレア・ピーチの死（英語版）：1979年4月にサウソールの町役場で行われた、イギリス国民戦線の選挙会合に反対する反ナチ同盟のデモ中に、教員だったピーチは致命傷を負った。彼は翌日、病院で意識を失って死亡した。警察の蛮行は決して彼の死を招く有力な原因にはならなかったことが判明したが、ロンドン警視庁特殊パトロール班（現在は廃止）所属の警官の警察無線から、彼の側から殴りかかり始めたのだとされた。[53]2010年に公表された警察の報告によれば、「どちらが始めたか」について、ロンドン警視庁の警官が「致命的な一撃を与えた」可能性があり、ある無名の警察官に「重大な容疑」がかけられることが発表された。その警官は、2人の同僚と共に事態の隠滅に関わったかもしれないと話している。[54]
- 1980年：駐英イラン大使館占拠事件：アラブ自由と民主革命運動 (DRMLA) を名乗るテロリスト集団のメンバーがイラン大使館職員を人質に取って大使館を占拠した。ロンドン警視庁の交渉人が交渉任務に当たるなどして事件に大きく関わっていたが、6日目に事態が一変して人質のうちの1名が殺害されると、指揮権はイギリス陸軍に委譲され、特殊部隊SASが大使館ビルに突入した。テロリスト6名のうち5名を射殺し、26名の人質は無事に解放された。[55]
- 1981年：ブリクストン暴動（英語版）：1980年代初頭、警察官が非行や犯罪の疑いのある人々を止めることを法的に認めた、不審者抑止法に基づく路上犯罪削減のために、ロンドン警視庁はオペレーション・スワンプ（沼地作戦）を実施した。黒人青年が刺殺された後、黒人社会の緊張が高まり、1981年4月11日に大規模な暴動が発生した。[56]
- 1982年 - 1986年：鉄道強姦事件：ジョン・ダフィーとデビッド・マッケイ（英語版）の二人は、ロンドン近郊とサウス・イースト・イングランドの鉄道駅で、18名の女性および少女に対して強姦行為を犯し、そのうち3名を殺害した。ロンドン警視庁とイギリス鉄道警察の警察官は、近隣の警察と連携して事件解決に向けて臨んだ。ダフィーは1988年に有罪判決を受けたが、マッケイには10年近くの間、刑事罰が下されなかった。[57]
- 1985年：ブリクストン暴動（英語版）：警察が、母親の家に潜伏していると思われていたマイケル・グロウスを、火器の違法使用の疑いで捜査中に、彼の母ドロシー・グロウスを誤射したことを発端として、1985年9月28日に暴動が勃発した。彼はその時、母親の家には不在であった。母ドロシーは撃ち込まれた弾丸によって部分麻痺になった。[58]
- 1985年：ブロードウォーター・ファーム暴動（英語版）：上記のブリクストン暴動の一週間後、黒人社会の緊張状態は依然高く、捜査対象にされていた黒人男性の母親が警察の捜査中に心臓発作で死亡した後で、ロンドン北部のトッテナムで暴動が発生した。暴動の最中、ロンドン警視庁所属のキース・ブレイクロック巡査（英語版）が殺害され、殉職。この殺人事件は未だ解決していない。[59]
- 1986年：ストックウェル絞殺事件：連続殺人犯ケネス・アースキン（英語版）は、ストックウェルで高齢者の家々に押し入り、高齢の男性および女性の首を絞めて殺人を犯した。多くのケースで、殺害の前には性的暴行が加えられた。2009年、控訴後に責任能力の減退があるとする理由により、アースキンに対する有罪判決は故殺に減軽された。[60]
- 1987年：キングス・クロス火災：キングス・クロス・セント・パンクラス駅の地下鉄プラットホームから地上へとつながる木製のエレベータの下から出火。炎と煙により、ベテランの消防士を含む31名が死亡。[61]
- 1988年：クラパムジャンクション鉄道事故（英語版）：クラパムジャンクション駅へ満員の通勤電車が欠陥信号を発しながら、別の通勤電車の後方に向かって突進し、さらに別の対向列車の線路に列車を脱線させた。この事故によって35人が死亡、69人がけがをした。[62]
- 1989年：マーショネス号転覆沈没事故：クルーズ客船マーショネス号が浚渫船と衝突し沈没、51名が死亡した。[63]
- 1990年：人頭税暴動（英語版）：コミュニティ・チャージ（人頭税）に対して増大していた社会不安がきっかけとなった暴動で、早期に実施されていた合法的なデモから発展した。この暴動により、推定で約40万ポンドの損害が生じたとされている。[64]
- 1993年：ゲイ殺害事件：元軍人のコリン・アイルランド（英語版）が同性愛者の男性5人を拷問の末、殺害した[65]。1993年、アイルランドに終身刑の判決が言い渡され、2012年2月21日に獄中死した[66]。
- 1993年：スティーヴン・ローレンス殺人事件（英語版）：十分な証拠があったにもかかわらず、当時学生であった黒人少年スティーヴン・ローレンスを殺害したとされた容疑者は当初、不起訴となった。マクファーソン判事の審理の結果、ロンドン警視庁は「制度上の人種差別主義者」だとされた。[67]2人の白人の男、ゲイリー・ドブソンとデイヴィッド・ノリスは、ローレンス殺害を担ったとして、2012年1月3日に有罪判決が下された。彼らの裁判は、2007年の再捜査で新たに発見された法医学的証拠に基づいて審理された。その証拠とは、ドブソンのジャケットに付いた極小さなローレンスの血痕と、ノリスのズボンに付いていたローレンスの毛髪であった。[68]ドブソンには禁錮15年2か月以上、ノリスには禁錮14年3か月以上の判決が下された[69]。2013年6月、ロンドン警視庁がスティーヴン・ローレンスの家族と友人の名誉を傷つけるために、おとり捜査官を派遣していたことが暴露された[70]。
- 1995年：ブリクストン暴動（英語版）：警察の拘置所で地元の男性が死亡したことを巡り、ブリクストン警察署の前で大きな抗議集会が開かれ、暴動へと発展した。3人の警察官がけがをし、ブリクストンの周囲半径2マイルが立入禁止区域とされた。のちの報告では、拘置所内で亡くなった男性の死因は心不全だったとし、彼を抑制するのは困難だったと述べられている。[71]
- 1999年：ロンドン釘爆弾事件：デイヴィッド・コープランド（英語版）は、少数民族地区やゲイ・コミュニティの人々が頻繁に出入りするパブを、憎悪をもって襲撃した。[72]
- 1999年：反資本主義カーニバル（英語版）：シティ・オブ・ロンドンで起こった騒動をもって以前は平穏に終わっていた反資本主義者たちのデモが、特にグローバル資本主義と同一視される企業を中心として、広範囲に損害を与えた。[73]
- 1999年：ハリー・スタンリー射殺事件：ハリー・スタンリー（英語版）が椅子の脚をカバンに入れていたところを銃身の短い散弾銃を持っていると見間違えられ、自宅近くでロンドン警視庁の武装警察官によって射殺された事件。
- 2001年：メーデー抗議暴動：群衆を整理する試みの中で、ロンドン警視庁が「ケトリング」（囲い込み）と呼ばれる戦術をとったことで、無実の傍観者らを長時間拘束したとして、非難を浴びた。[74]
- 2001年：テムズ殺人事件：4歳から7歳くらいと思われる少年のばらばらに切断された死体がテムズ川に浮いていた。確かな身元が不明なこの少年には「アダム」という名が警察によりつけられた。捜査中に警視長と警部はネルソン・マンデラと会談している。[75]事件は解決されていない。[76]
- 2002年：オペレーション・チベリウス（英語版）：「組織犯罪者が汚職警察官を買収して、スコットランドヤードに好きなように潜入することができた」とする内部報告書が見つかった。
- 2004年：狩猟賛成派の抗議暴動：2004年狩猟法（英語版）の制定に反対する抗議デモの参加者らは、議会前でロンドン警視庁と暴力的な衝突をした[77]。
- 2005年：ロンドン同時爆破事件：7月7日、4件の自爆テロがロンドン中心部各所で発生した。その後、ロンドン警視庁は重大事件計画に対して連携、指揮、科学捜査及び捜査筋を提供した。[78]
- 2005年：ロンドン連続爆破テロ未遂事件（英語版）とジェアンシャルレス・ジメネゼスの死（英語版）：7月7日の同時爆破テロの2週間後、7月21日に連続爆破テロ未遂事件が発生し、英国在住のブラジル人男性ジェアンシャルレス・ジメネゼスが誤ってテロの容疑者とみなされ、オペレーション・クラトス（英語版）を実行中のロンドン警視庁の警察官に地下鉄車両内で射殺された[79]。
- 2006年：ロンドン旅客機爆破テロ未遂事件：爆発性の液体を大西洋上を飛行中の航空機内で爆発させるとされた計画とイスラム過激派による他の関連テロリストの活動は、ロンドン警視庁などを含む英国警察によって阻止された[80][81]。
- 2006年：オペレーション・モクポ：ケント州ダートフォードで一連の襲撃があった後、オペレーション・トライデントの一環として、ロンドン警視庁で過去最大規模となる数の火器を押収した[82][83]。
- 2007年：自動車爆破未遂事件（英語版）：ロンドン中心部で自動車爆弾テロ未遂事件があった。ナイトクラブの外に停めた車に設置されていた爆弾は、別件で近隣に出動していたロンドン救急サービス (LAS) の救急救命士が最初に発見、報告した。ロンドン警視庁の爆発物処理班がこの爆弾と別の地下駐車場内に仕掛けられていた爆弾の解体を行った。その後の捜査によって、容疑者に有罪判決が下された。
- 2008年：イギリス黒人警察官協会（英語版）ボイコット：人種差別の面から警察に反対することを宣言した。イアン・ブレア（英語版）警視総監に反対したタリク・ガファル（英語版）警視監（アジア人警察官としては当時ロンドン警視庁で最も高い階級にあった）による人種差別的な主張を含む、上級の黒人警察官もこの論争に巻き込まれたことで注目を浴びた。
- 2009年：G20サミット抗議デモ（英語版）とイアン・トムリンソンの死（英語版）：ロンドン警視庁はG20サミットへの抗議デモに参加する多くの群衆を整理する手法として「ケトリング」を用いた。抗議行動を傍観していたイアン・トムリンソンは地域支援班の巡査に警棒で殴られた後、地面に叩きつけられたために、内出血を起こして死亡した。[84]トムリンソンの死についての検死陪審では、非合法な殺害であったとの評決が下されたが、トムリンソンを押しつけた警察官は後に故殺の無罪判決を受けた。これとは別に、女性の顔を素手で殴ったり、警棒で脚を打ちつけたりしている映像が撮影された後で、地域支援班の巡査部長がその容疑にかけられたが、後にすべての罪は晴らされた。[85]

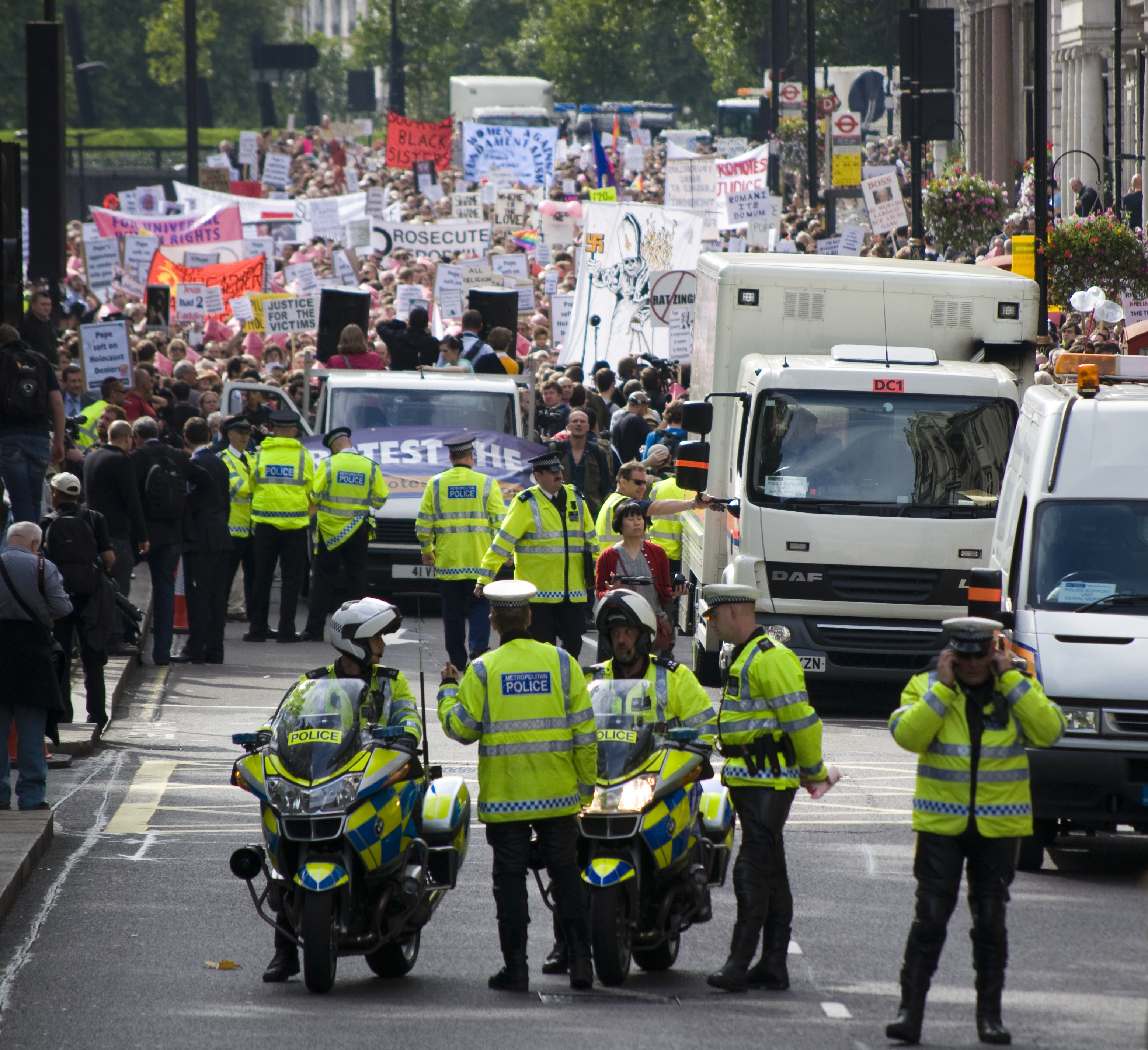
教皇訪英に反対する抗議デモを取り締まるロンドン警視庁の警察官ら（2010年9月18日）

- 2010年：ローマ教皇ベネディクト16世の公式訪英（英語版）：2010年9月、ローマ教皇ベネディクト16世はイギリスを公式訪問した初めてのローマ教皇となった。教皇のスコットランドとイングランドへの行幸が首都ロンドンに達したとき、約1万人の人々がロンドンの通りをデモ行進した。[86]
- 2011年：歳出削減に反対する抗議暴動（英語版）：歳出削減案に反対した50万人にも上る人々がロンドン中心部をデモ行進し、201人が逮捕され、警察官31人を含む66人が負傷した。2003年2月15日に行われた反イラク戦争抗議行動（英語版）以降ではイギリス国内最大規模の抗議行動であり、第二次世界大戦後のロンドンにおいて最大規模の労働組合集会となった。
- 2011年：夜間ストーカー犯に対する有罪判決：12年間にも及んだオペレーション・ミンステッドは、夜間ストーカー犯の有罪判決をもって、2011年3月24日に終結した。デルロイ・グラント（英語版）は、1992年から2009年までの17年間に、ケント州やサリー州等ロンドン南方の地域で、複数の中年女性に強姦、強制わいせつ行為を働いた。グラントには住居侵入罪、強姦罪、性的暴行の罪など29の罪で有罪判決が下されたが、ロンドン警視庁は1990年代から2000年代にかけてさらに別に200件以上の犯罪に関与していたとみている。[87]グラントには4つの終身刑が与えられ、最低27年の懲役を命じられた。[88]
- 2011年：ウィリアム王子とキャサリン・ミドルトンの結婚式：2011年4月29日にウィリアム王子とキャサリン・ミドルトンの婚礼が執り行われる、ウェストミンスター寺院の警備に当たるため、約5,000人のロンドン警視庁の警察官が配置された。催事に先立ち、警視監リン・オーエンスは「平和的に抗議するためにロンドンに来たい人々はそれを実行するがいい。だが、今日は国家的祝事の日であることを彼らは覚えておかなくてはならない。」と述べた。実際に、明らかに抗議暴動の未然抑止を目的として、およそ100人が式典前に先手を打って逮捕され、式典期間中は罪状なしで拘禁された。式典当日にも逮捕者が出ており、鉄道駅に到着したところを拘禁された抗議者もいた。ロンドン警視庁は結婚式のパレードを観覧するために、現に100万人の人々がロンドンを訪れていると主張した。[89]
- 2006年 - 2011年：ニューズ・インターナショナル電話盗聴スキャンダル：ロンドン警視庁の一部の警察官が捜査情報と引き換えにジャーナリストから金銭を受け取っていたとする、収賄の疑いの告発を中心とした警察不祥事である[90]。
- 2011年：全国規模の暴動：ロンドン警視庁の警察官が一般人を射殺した疑いのある事案が発生したことに続いて、トッテナム地区をはじめとする一連の暴動が起こり、多くの警察官が負傷した[91]。ロンドン警視庁は市内の他の多くの地区に広がった暴動、略奪、放火に対する大規模な捜査活動を含む、オペレーション・ウィザーンを発表した。[92]
- 2012年：ロンドンオリンピック・パラリンピック競技大会：競技大会期間中は、英国史上最大規模となる、10,500人のロンドン警視庁所属の警察官が配置された[93]。
- 2013年：ランベス奴隷事件（英語版）：2013年11月、ロンドン警視庁の人身売買班は、家庭内で30年以上、3人の女性を奴隷のように強制労働させていたとして、2人の容疑者をランベスで逮捕した[94]。
- 2013年：プロジェクト・ガーディアン（英語版）：公共交通機関でのセクハラを減らし、性犯罪の通報を増やすための、イギリス鉄道警察、ロンドン市警察、ロンドン交通局との合同イニシアティブ[95]。
- 2014年：アリス・グロスの失踪（英語版）：ロンドン警視庁は、失踪したアリス・グロスという少女を殺害した人物を捜索すべく、2005年7月7日の爆破テロ事件と2005年7月21日の爆破未遂事件（英語版）以後最大規模となる捜査を展開した。この少女が最後に目撃されたのは、2014年8月28日のグランド・ユニオン運河（英語版）でのことであった。[96]
- 2017年：ウェストミンスター・テロ攻撃：ウェストミンスター橋とウェストミンスター宮殿の敷地内でテロ攻撃があった[97]。
- 2017年：ロンドン橋・バラマーケット襲撃テロ：ロンドン橋とバラマーケットでテロ攻撃があった。